# Florencia Zabala
Florencia Zabala (Oncativo, provincia de Córdoba, Argentina, 18 de mayo de 1994) es una futbolista argentina que juega como delantera en Flor de Ceibo de la Liga Independiente de Fútbol.
Fue la goleadora de Talleres en el año 2015 y, posteriormente, en 2016, fue la primera futbolista en anotar un gol en torneos nacionales con un club del interior, jugando para Bella Vista.

## Trayectoria
Zabala comenzó su carrera futbolística en Escuela Presidente Roca en 2013, club con el que disputó los torneos de la Liga Cordobesa de Fútbol durante dos años.
En 2015, pasó a Talleres. Con Las Matadoras, fue campeona del Torneo Liguilla, el primer título oficial del equipo femenino del club de barrio Jardín. En la semifinal, dejó en el camino al Belgrano que venía invicto, al que le anotó tres goles (dos durante el tiempo regular y otro en la tanda de penaltis) y venció en la final por penales a Barrio Parque. Fue la goleadora del equipo y de la temporada ese año en la LCF, con 38 anotaciones. Talleres fue subcampeón anual tras empatar en la final ante Belgrano y luego caer por penales.
En 2016, pasó a Bella Vista, el primer club del interior en disputar torneos de AFA, para jugar la Primera División B. En su primer partido, anotó el primer gol del triunfo 2 a 1 ante Excursionistas. Seguidamente pasó por Unión Florida, club con el que ascendió a Primera División de la LCF en 2019.
Tras siete años en el fútbol de la capital cordobesa, luego registró pasos por Newell's de Laguna Larga, San Lorenzo de Manfredi, 9 de julio de Las Junturas, Unión de Oncativo, Sportivo Laguna Larga y Flor de Ceibo. Con este último, fue campeona del Torneo Apertura de la Liga Independiente de Fútbol en 2023 y goleadora del campeonato al año siguiente.